# بيتر هاردمان بيرنت
بيتر هاردمان بيرنت (بالإنجليزية: Peter Hardeman Burnett) هو قاضي ومحامي أمريكي، ولد في 15 نوفمبر 1807 في ناشفيل في الولايات المتحدة، وتوفي في 17 مايو 1895 في سان فرانسيسكو في الولايات المتحدة بسبب السكري.